# Локомотивное депо (платформа Муромского региона ГЖД)
Локомоти́вное Депо́ — остановочный пункт Горьковской железной дороги на 205 км линии Москва — Казань.
Расположен в границах станции Вековка в одноимённом посёлке Гусь-Хрустального района Владимирской области. Используется в основном железнодорожниками. Рядом — оборотное депо, не имеющее статуса самостоятельного ТЧ.
Остановочный пункт обычно отсутствует в схемах движения поездов, но записан в САВПЭ-М (автоинформатор). Останавливаются электропоезда маршрута Черусти — Вековка (остановка только по требованию).
На 2010 г. остановочный пункт имел низкие платформы. По состоянию на 2016 год остановочный пункт платформ не имеет. Высадка и посадка пассажиров происходит прямо на землю. Билетная касса отсутствует.